# Takuo Kojima
| Asteroidi scoperti: 44       | Asteroidi scoperti: 44 | Asteroidi scoperti: 44 |
| ---------------------------- | ---------------------- | ---------------------- |
| 3774 Megumi                  | 20 dicembre 1987       |                        |
| 3786 Yamada                  | 10 gennaio 1988        |                        |
| 3829 Gunma                   | 10 marzo 1988          |                        |
| 3995 Sakaino                 | 5 dicembre 1988        |                        |
| 3998 Tezuka                  | 1º gennaio 1989        |                        |
| 3999 Aristarchus             | 5 gennaio 1989         |                        |
| 4041 Miyamotoyohko           | 19 febbraio 1988       |                        |
| 4156 Okadanoboru             | 16 gennaio 1988        |                        |
| 4288 Tokyotech               | 8 ottobre 1989         |                        |
| 4493 Naitomitsu              | 14 ottobre 1988        |                        |
| 4576 Yanotoyohiko            | 10 febbraio 1988       |                        |
| 4632 Udagawa                 | 17 dicembre 1987       |                        |
| 4866 Badillo                 | 10 novembre 1988       |                        |
| 4949 Akasofu                 | 29 novembre 1988       |                        |
| 5348 Kennoguchi              | 16 gennaio 1988        |                        |
| 5432 Imakiire                | 3 novembre 1988        |                        |
| 5433 Kairen                  | 10 novembre 1988       |                        |
| 5813 Eizaburo                | 3 novembre 1988        |                        |
| 6185 Mitsuma                 | 20 dicembre 1987       |                        |
| 6298 Sawaoka                 | 1º dicembre 1988       |                        |
| (6551) 1988 XP               | 5 dicembre 1988        |                        |
| (6555) 1989 UU1              | 29 ottobre 1989        |                        |
| (6706) 1988 VD3              | 11 novembre 1988       |                        |
| (7402) 1987 YH               | 25 dicembre 1987       |                        |
| 7517 Alisondoane             | 3 gennaio 1989         |                        |
| (7563) 1988 BC               | 16 gennaio 1988        |                        |
| (7697) 1989 AE               | 3 gennaio 1989         |                        |
| (8219) 1996 JL               | 10 maggio 1996         | [1]                    |
| 9321 Alexkonopliv            | 5 gennaio 1989         |                        |
| (9939) 1988 VK               | 3 novembre 1988        |                        |
| 10064 Hirosetamotsu          | 31 ottobre 1988        |                        |
| 10744 Tsuruta                | 5 dicembre 1988        |                        |
| 10853 Aimoto                 | 6 febbraio 1995        |                        |
| 11861 Teruhime               | 10 novembre 1988       |                        |
| (12037) 1997 CT19            | 11 febbraio 1997       |                        |
| (13023) 1988 XT1             | 10 dicembre 1988       |                        |
| (15832) 1995 CB1             | 7 febbraio 1995        |                        |
| (23570) 1995 AA              | 1º gennaio 1995        |                        |
| (23572) 1995 AS2             | 10 gennaio 1995        |                        |
| (43088) 1999 WO9             | 30 novembre 1999       |                        |
| (45263) 2000 AD5             | 3 gennaio 2000         |                        |
| (48421) 1988 VF              | 3 novembre 1988        |                        |
| (71236) 2000 AC5             | 3 gennaio 2000         |                        |
| (168551) 1999 WH4            | 28 novembre 1999       |                        |
| - [1] con Robert H. McNaught |                        |                        |

Takuo Kojima (小島卓雄; Chiyoda, novembre 1955) è un astronomo giapponese.
È un prolifico scopritore di asteroidi, ne ha scoperti più di 40. Osserva dal 1970, dal 1989 dal Chiyoda Observatory.
L'asteroide 3644 Kojitaku è battezzato in suo onore.